# Креативная кардиология (журнал)
Креативная кардиология — российский рецензируемый научно-практический медицинский журнал, отражающий наиболее современные достижения в области кардиологии, кардиохирургии, функциональной диагностики и смежных направлений. Начиная с 2007 года журнал входит в перечень периодических рецензируемых научно-технических изданий, выпускаемых в Российской Федерации, рекомендованных Высшей аттестационной комиссией Министерства образования и науки РФ для опубликования основных результатов диссертационных исследований на соискание ученой степени кандидата и доктора наук по медицине. Журнал «Креативная кардиология» издается Научным Центром сердечно – сосудистой хирургии им. А.Н. Бакулева РАМН.
Журнал содержит оригинальные и обзорные статьи, описания интересных клинических случаев, клинические лекции, результаты экспериментальных исследований, современные рекомендации по ведению больных с различной патологией и многие другие разделы. В журнале с официального разрешения неоднократно публиковались рекомендации американского колледжа кардиологов и американской ассоциации сердца по тактике ведения пациентов с острым коронарным синдром, нарушениями ритма, алгоритмы сердечно-легочной реанимации .
В настоящее время (2013) журнал включён в ведущие российские и международные библиографические и реферативные базы данных: eLIBRARY.
Журнал входит в междисциплинарную программу Ассоциации сердечно-сосудистых хирургов России «кардиология и визуализация в кардиохирургии», в рамках веб-сайта которого публикуется архив всех выпусков.

## Структура журнала.
Кардиология и кардиохирургия – одни из наиболее динамично развивающейся областей клинической медицины, не существующих изолированно, так как они призваны оказывать помощь одному и тому же больному. Разделы журнала сформулированы таким образом, чтобы способствовать всестороннему раскрытию современных достижений и фундаментальных аспектов в области смежных клинических дисциплин.
Журнал включает следующие рубрики:
- Общие вопросы кардиологии и кардиохирургии.
- Актуальные вопросы диагностики и лечения ишемической болезни сердца.
- Нарушения ритма сердца.
- Диагностические технологии в кардиологии.
- Кардионеврология.
- Случаи из клинической практики.
- Клинические лекции.
- Клеточная и молекулярная кардиология.
- Кардиоангиология.

## Редакционная коллегия
В редакционную коллегию и редакционный Совет входят ведущие специалисты России, стран Европы, США, представляющие лучшие медицинские Центры, в том числе НЦССХ им. А. Н. Бакулева, Национальный медико-хирургический Центр им. Н. И. Пирогова, кафедр кардиологии и терапии Московских медицинских ВУЗов и факультетов повышения квалификаций, РНЦХ РАМН и др.
Главный редактор: 

Бокерия Л. А. – доктор медицинских наук, академик РАН и РАМН, директор Научного Центра сердечно – сосудистой хирургии им. А.Н. Бакулева РАМН, президент Ассоциации сердечно-сосудистых хирургов.
Заместители главного редактора:

Голухова Е. З. – доктор медицинских наук, профессор, член-корреспондент РАМН, руководитель отделения неинвазивной аритмологии и хирургического лечения комбинированной патологии Научного Центра сердечно – сосудистой хирургии им. А.Н. Бакулева РАМН.

Шпектор А. В. – доктор медицинских наук, профессор
Редакционная коллегия: 

М. М. Алшибая, Д. А. Андреев, И. П. Асланиди, Е. Ю. Васильева, Э. Г. Волковa, С. Р. Гиляровский, О. М. Драпкина, Т. В. Завалихина (ответств. секретарь), Т. Т. Какучая, В. Н. Макаренко, Р. А. Серов, В. Г. Синицын, Д. А. Сычев, А. В. Фонякин, С. В. Шалаев, Т. И. Юшкевич (зав. редакцией).
Редакционный совет: 

Б. Г. Алекян, Ю. В. Белов, Л. Марголис (США), М. Орлов (США), Н. Р. Палеев, А. Ш. Ревишвили, В. А. Тутельян, И. Xассин (Израиль).